# L'Albó
L'Albó és una masia del municipi de Santa Coloma de Farners (Selva) inclòs en l'Inventari del Patrimoni Arquitectònic de Catalunya.

## Descripció
L'Albó consisteix en un gran casal, centre d'una extensa propietat. És un edifici de tres plantes i golfes, vessants a laterals i cornisa catalana. A la façana principal destaca la porta de mig punt amb dovelles, no pas senceres, ja que estan interrompudes pel balcó del damunt la porta, sobre el qual hi ha un relleu circular en ferro que representa un crist. A la llinda rectangular hi ha la inscripció de Ramon Albó 1807. Les obertures dels diferents pisos són rectangulars amb brancals, ampits i llindes de pedra monolítica. Les baranes dels balcons, són de ferro forjat i simples, sense ornamentació. Al mur lateral esquerra, hi ha restes d'una petita fortalesa avançada, destinada a la defensa d'accessos a ponts, ciutats, castells o altres edificacions, i una entrada també amb arc de mig punt i adovellada, adossada al mur de forma perpendicular. L'altra paret lateral ha estat reformada recentment, tota ella arrebossada, es mantenen però, les llindes i pedres que envolten la majoria de les finestres, algunes amb inscripcions: "Maria Anna Albó" i "?Maig 1630".
La part posterior de la casa té construccions noves adossades, i dependències agrícoles, així com una capella a la part posterior, adossada a una altra edificació, de la mateixa època que el gran casal. Es tracta d'una Capella d'una sola nau i absis semicircular, dedicada a la Sagrada Família. La porta principal és amb impostes i a la façana hi ha una obertura circular i un campanar d'espadanya sense campana. Al costat un edifici de tres plantes amb coberta a dues vessants. Té les obertures rectangulars amb llinda de pedra monolítica, una part de la casa està oberta amb barana, bigues i cairats de fusta, correspon al paller. A la façana lateral, destaca el rellotge de sol i una placa de ceràmica amb un refrany. La llinda de la façana principal té la inscripció de Marovesa Marianna Albo i l'any 1788.

## Història
Existeixen notícies documentals del 1362. Contracte d'unes terres de Pere Masnou a Bertran de Farners s'esmenta al llibre de l'antic arxivament de la casa i patrimoni dels Farners, núm. 10 del 1362, juny, 5. Santa Coloma de Farners.